# Toumani Diagouraga
Toumani Diagouraga, detto Toums (Parigi, 9 giugno 1987), è un allenatore di calcio ed ex calciatore francese, di ruolo centrocampista.

## Caratteristiche tecniche
Mediano, può giocare come interno di centrocampo o esterno sinistro.

## Carriera
Ha giocato 58 incontri di Football League Championship.
Cresciuto nelle giovanili del PSG, nel 2005 arriva a Londra per giocare con la divisa del Watford. La società giallorossa lo cede in prestito per un paio d'anni prima di cederlo all'Hereford United. Nel luglio del 2009 il Peterborough United paga il suo cartellino 100000 €, acquistandolo a titolo definitivo. Dopo una sola stagione, si trasferisce al Brentford in cambio di 675000 €. Nel 2014 la società è promossa dal terzo livello del calcio inglese alla Championship.